# 안심읍
안심읍은 경상북도 경산군에 있었던 읍·면이다. 현재는 대구광역시 동구 안심동이 그 명맥을 잇고 있다.

## 역사
- 1895년 6월 23일(음력 윤5월 1일) 대구부 하양군 안심면, 경산군 북면[1]
- 1896년 8월 4일 경상북도 하양군 안심면, 경산군 북면[2]
- 1914년 4월 1일 경상북도 경산군 안심면[3]
- 1973년 7월 1일 경상북도 경산군 안심읍[4]
- 1981년 7월 1일 대구직할시 동구 안심출장소[5][6]

## 같이 보기
- 안심동